# 라보드카멜레온
라보드카멜레온(Labord's chameleon)은 카멜레온의 일종으로, 카멜레온과에 속하는 도마뱀이다. 이 종은 마다가스카르 서부의 저지대에 있는 가시 숲을 포함한 건조하고 낙엽성 숲의 토착종이다. 지속적인 서식지 감소로 인해 취약한 것으로 여겨진다.

## 어원학
구체적인 이름인 라보르디는 프랑스의 모험가 장 라보르드를 기리기 위한 것이다.

## 수명

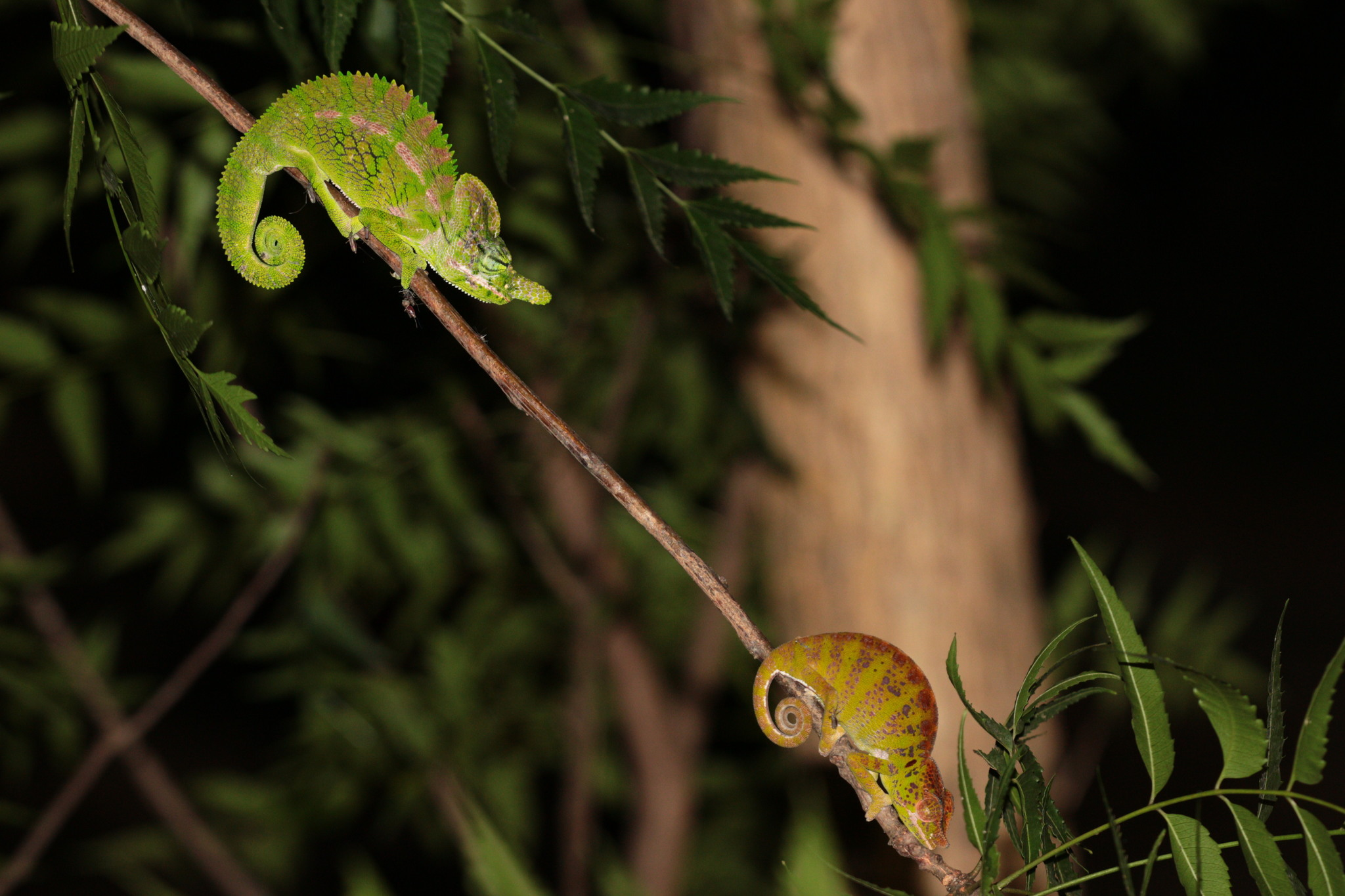
위는 수컷, 아래는 암컷

라보드카멜레온은 카멜레온 중 유일하게 1년의 수명 주기를 갖는 것으로 확인되었으나(반수생), 다른 관련 종(예: 안티메나카멜레온, 쥬얼드카멜레온, 카펫카멜레온)의 경우에도 종종 이런 현상이 나타난다.
라보드카멜레온에서 부화 후 가장 짧은 수명은 그 종의 범위에서 가장 건조한 지역에 사는 특정 개체군에서 발견된다. 이들에서 알은 첫 번째 비가 온 직후인 11월 우기가 시작될 때 동시에 부화한다. 부화 후 초기 성장은 빠르며, 1월에 성체에 도달하여 번식한다. 암컷은 1월 말에서 3월 말 사이에 다음 우기에 부화할 알을 땅에 놓아두고 모든 성체는 죽는다. 이러한 개체군에서 그들은 부화 후 약 4~5개월밖에 살지 못하므로 사지동물 척추동물로서 기록된 가장 짧은 수명이다.
더 높은 강우량과 함께 덜 가혹한 서식지에 서식하는 특정한 다른 개체군에서는 최대 약 한 달 전까지 알에서 부화하며, 부화 후 수명은 일반적으로 6~9개월이다. 부화 후 성숙기에 도달하는 데 더 오래 걸리고 일부 암컷은 우기에 두 번 번식할 수 있다(엄격하게 반년생은 아니다). 예외적으로 이러한 지역의 암컷은 건기와 다음 번식기까지 생존할 수 있으므로 부화 후 1년을 훨씬 초과하여 살 수 있다. 대조적으로 수컷은 교미권을 위해 치열하게 경쟁하며, 종종 다른 수컷과 싸우고 때로는 암컷을 보호할 때 며칠 동안 먹이를 주지 않으며, 야생에서는 번식기 후 지속적으로 죽는다. 대신 감금되어 교미권을 위한 치열한 경쟁에 참여하는 것을 막았을 때, 수컷은 암컷과 비슷한 수명을 보이며, 때로는 부화 후 1년을 초과하기도 한다.